# 沙特阿拉伯大獎賽
沙特阿拉伯大獎賽（阿拉伯语：جائزة السعودية الكبرى）是一級方程式賽車賽事，從2021年起開始舉行。比賽在位於沙特阿拉伯麦加省一个港口城市吉达的吉达滨海赛道上舉行。
沙特阿拉伯大獎賽亦為一級方程式賽車史上，繼新加坡、巴林、薩基爾和卡塔爾大獎賽之後，第五個在夜間進行比賽的大獎賽賽事。

## 赛道佈局
吉达滨海赛道在一級方程式賽程上被命名為“最快的街道賽道”，一級方程式賽車的平均時速超過250公里/小時（160英里/小時），另外這條賽道成為一級方程式賽程上第三長的賽道，僅次於斯帕-弗朗科尔尚赛道和拉斯维加斯大道赛道。 此賽道建在毗鄰紅海的吉達大街上， 並由賽道建築師赫尔曼·蒂尔克的兒子——卡斯登·蒂尔克設計。

## 賽事名稱
- 沙特電信沙特阿拉伯大獎賽（STC Saudi Arabian Grand Prix）[5] 2021–現在

## 冠軍

### 多次奪冠車手
粗體表示該車手現在仍參加世界一級方程式錦標賽
| 次數 | 車手            | 年度       |
| ---- | --------------- | ---------- |
| 2    | 馬克斯·維斯塔潘 | 2022、2024 |

### 多次奪冠車隊
粗體表示該車隊現在仍參加世界一級方程式錦標賽
| 次數 | 車隊 | 年度             |
| ---- | ---- | ---------------- |
| 3    | 紅牛 | 2022、2023、2024 |

### 歷屆冠軍
| 年份 | 車手              | 車隊              | 賽道         | 報告 |
| ---- | ----------------- | ----------------- | ------------ | ---- |
| 2025 | 奥斯卡·皮亚斯特里 | 麥拉倫–梅赛德斯   | 吉達濱海賽道 | 報告 |
| 2024 | 馬克斯·維斯塔潘   | 紅牛–本田紅牛動力 | 吉達濱海賽道 | 報告 |
| 2023 | 沙治奧·佩雷斯     | 紅牛–本田紅牛動力 | 吉達濱海賽道 | 報告 |
| 2022 | 馬克斯·維斯塔潘   | 紅牛–紅牛動力     | 吉達濱海賽道 | 報告 |
| 2021 | 路易斯·漢米爾頓   | 梅賽德斯          | 吉達濱海賽道 | 報告 |